# Alfred DeGaetano
Alfred DeGaetano (New York, 6 dicembre 1894 – Los Angeles, 3 maggio 1958) è stato un montatore statunitense.

## Biografia
Montatore alla Fox dal 1929 al 1940, diventò in seguito montatore per uno studio della Poverty Row, l'Eagle Lion.

## Filmografia parziale
- The War Bride's Secret, regia di Kenean Buel (1916)
- Love and Hate, regia di James Vincent (1916)
- Love Aflame (o Hearts Aflame) , regia di James Vincent, Raymond Wells (1917)
- Three's a Crowd, regia di Harry Langdon (1927)
- La crociera del delitto (Charlie Chan Carries On), regia di Hamilton MacFadden (1931)
- Il cammello nero (The Black Camel), regia di Hamilton MacFadden (1931)
- La rosa del Texas (The Gay Caballero), regia di Alfred L. Werker (1932)
- La nave di Satana (Dante's Inferno), regia di Harry Lachman (1935)
- Il battello pazzo (Steamboat Round the Bend), regia di John Ford (1935)
- Yesterday's Heroes, regia di Herbert I. Leeds (1940)